# ブルーノ・ジョゼ・パヴァン・ラマス
ブルーノ・ラマス（Bruno Lamas）ことブルーノ・ジョゼ・パヴァン・ラマス（ポルトガル語: Bruno José Pavan Lamas、1994年4月13日 - ）は、ブラジルのサッカー選手。Kリーグ2・釜山アイパーク所属。ポジションはMF。
Kリーグ時代の登録名はラマス（ハングル: 라마스）。

## クラブ歴
2014年にクルゼイロECで選手となり、ADサンカエターノに期限付き移籍した。
翌年にレイションイスSCに移籍、2月22日にプロ初出場を記録した。2018年にCDサンタ・クララに移籍した。その後ホール・ファカン・クラブに期限付き移籍した。
2021年夏に大邱FCに完全移籍した。
2022年6月、釜山アイパークに完全移籍した。